# Jacob Flores
Pas d'image ? Cliquez ici

a Compétitions nationales et continentales officielles uniquement.

b Matchs officiels uniquement.
Dernière mise à jour le 11 mai 2021.
Jacob Flores, né le 19 septembre 1989 à Yigo (Guam), est un joueur guamanien de rugby à XV, évoluant au poste de troisième ligne. 

## Biographie
Jacob Flores commence le rugby en 2005, au Guam RC. Mais il se révèle au sein de son lycée, le Simon Sanchez High School (en), où il est le joueur star de son équipe. Après le lycée, il intègre l'U.S. Army. Il continue de pratiquer le rugby, notamment lorsqu'il est basé en Allemagne,.
A son retour de l'armée en 2014, il devient international guamanien. Dès l'année suivante, il aide son équipe à remporter la poule Est de la troisième division asiatique, performance qu'il réédite en 2018. En parallèle, il joue avec l'université de Guam où il a repris ses études. 
Il espérait pouvoir passer professionnel en Angleterre, mais se blesse en 2016. En 2018, il emménage à Seattle. Là, il rencontre un joueur des Seattle Saracens dans une salle de sport, qui l'invite à rejoindre le club. Il va alors rapidement s'imposer comme un membre important de l'équipe première du club,. En 2021, il signe finalement un contrat professionnel avec l'équipe de Seattle, les Seawolves en cours de saison, et débute quelques jours plus tard sous ses nouvelles couleurs,. Il devient alors le deuxième guamanien à évoluer en Major League Rugby après Zach Pangelinan avec les SaberCats de Houston.

## Palmarès
- Guam
  - Vainqueur de la Division III Est du Championnat d'Asie en 2015 et 2018